# Temporada da Indy Lights de 1996
Essa foi a 11° temporada do campeonato.

## Equipes e pilotos
Este gráfico reflete apenas as combinações confirmadas e citadas de piloto, motor e equipe.
| Equipe                       | Chassis | Motor     | Pneus | No. | Piloto(s)          | Etapa(s) |
| ---------------------------- | ------- | --------- | ----- | --- | ------------------ | -------- |
| Forsythe Championship Racing | Wildcat | Chevrolet | F     | 33  | David Empringham   |          |
| Forsythe Championship Racing | Wildcat | Chevrolet | F     | 66  | Claude Bourbonnais |          |
| Tasman Motorsports           | Wildcat | Honda     | F     | 37  | Tony Kanaan        |          |
| Tasman Motorsports           | Wildcat | Honda     | F     | 39  | Hélio Castroneves  |          |
| Stewart Racing               | Wildcat | Chevrolet | F     | 3   | Gualter Salles     |          |
| Stewart Racing               | Wildcat | Chevrolet | F     | 4   | Felipe Giaffone    |          |
| Leading Edge Motorsport      | Wildcat | Honda     | F     | 23  | Mark Hotchkis      |          |
| Leading Edge Motorsport      | Wildcat | Honda     | F     | 77  | Rodolfo Lavín, Jr. |          |
| Team Medlin                  | Wildcat | Honda     | F     | 11  | Alex Padilla       |          |
| Team Medlin                  | Wildcat | Honda     | F     | 10  | Sohrab Amirsardari |          |
| Genoa Racing                 | Wildcat | Chevrolet | F     | 24  | David DeSilva      |          |
| Genoa Racing                 | Wildcat | Chevrolet | F     | 89  | Mauricio Slaviero  |          |
| Team Green                   | Wildcat | Chevrolet | F     | 26  | Chris Simmons      |          |
| Team Green                   | Wildcat | Chevrolet | F     | 27  | Greg Ray           |          |
| RaceCars                     | Wildcat | Chevrolet | F     | 87  | Roque Aranda       |          |
| RaceCars                     | Wildcat | Chevrolet | F     | 88  | Freddy van Beuren  |          |
| Summitt Entertainment        | Wildcat | Chevrolet | F     | 19  | Doug Boyer         |          |
| Summitt Entertainment        | Wildcat | Chevrolet | F     | 20  | Peter Faucetta Jr  |          |
| Team Mears                   | Wildcat | Honda     | F     | 12  | Casey Mears        |          |
| Team Mears                   | Wildcat | Honda     | F     | 14  | Paulo Carcasci     |          |
| FRE Racing                   | Wildcat | Honda     | F     | 99  | Robbie Buhl        |          |
| FRE Racing                   | Wildcat | Honda     | F     | 98  | José Cordova       |          |
| Team Leisy/McCormack Racing  | Wildcat | Chevrolet | F     | 21  | Shan Groff         |          |
| Team Leisy/McCormack Racing  | Wildcat | Chevrolet | F     | 22  | Niclas Jönsson     |          |
| Dorricott Racing             | Wildcat | Chevrolet | F     | 32  | Jeff Ward          |          |
| Dorricott Racing             | Wildcat | Chevrolet | F     | 31  | Shigeaki Hattori   |          |
| Indy Regency Racing          | Wildcat | Chevrolet | F     | 28  | Hideki Noda        |          |
| Indy Regency Racing          | Wildcat | Chevrolet | F     | 29  | Danny Candia       |          |
| PacWest Racing               | Wildcat | Chevrolet | F     | 34  | Robby Unser        |          |
| PacWest Racing               | Wildcat | Chevrolet | F     | 35  | Bob Reid           |          |
| Cole Porformance             | Wildcat | Chevrolet | F     | 8   | David LaCroix      |          |
| Cole Porformance             | Wildcat | Chevrolet | F     | 9   | Harry Puterbaugh   |          |
| Team Astromega               | Wildcat | Chevrolet | F     | 5   | Mattias Andersson  |          |
| Team Astromega               | Wildcat | Chevrolet | F     | 6   | Diego Guzman       |          |
| Draco Engineering            | Wildcat | Chevrolet | F     | 36  | Andy Boss          |          |
| Draco Engineering            | Wildcat | Chevrolet | F     | 61  | Jack Miller        |          |
| Super Nova Racing            | Wildcat | Chevrolet | F     | 25  | José Giaffone      |          |
| Super Nova Racing            | Wildcat | Chevrolet | F     | 1   | Jaki Scheckter     |          |
| Pacific Racing               | Wildcat | Chevrolet | F     | 38  | José Luis Di Palma |          |
| Pacific Racing               | Wildcat | Chevrolet | F     | 2   | Nick Firestone     |          |
| Team Montreal                | Wildcat | Chevrolet | F     | 20  | Bertrand Godin     |          |

## Calendário
| #  | Data          | Grande Prêmio     | Circuito                                 | Local                         |
| -- | ------------- | ----------------- | ---------------------------------------- | ----------------------------- |
| 1  | 3 de Março    | GP de Homestead   | O Homestead-Miami Speedway               | Homestead, Flórida            |
| 2  | 14 de Abril   | GP de Long Beach  | R Ruas de Long Beach                     | Long Beach, Califórnia        |
| 3  | 28 de Abril   | GP de Nazareth    | O Nazareth Speedway                      | Nazareth, Pensilvânia         |
| 4  | 25 de Maio    | GP de Michigan    | O Michigan International Speedway        | Brooklyn, Michigan            |
| 5  | 2 de Junho    | GP de Milwaukee   | O Milwaukee Mile                         | Milwaukee, Wisconsin          |
| 6  | 9 de Junho    | GP de Detroit     | R Renaissance Center                     | Detroit, Michigan             |
| 7  | 23 de Junho   | GP de Portland    | R Portland International Raceway         | Portland, Oregon              |
| 8  | 30 de Junho   | GP de Cleveland   | R Aeroporto de Cleveland Burke Lakefront | Cleveland, Ohio               |
| 9  | 14 de Julho   | GP de Toronto     | R Circuito de Rua de Toronto             | Toronto, Ontário              |
| 10 | 4 de Agosto   | GP de Quebec      | R Circuito de Trois-Rivières             | Trois-Rivières, Quebec        |
| 11 | 1 de Setembro | GP de Vancouver   | R Ruas de Vancouver                      | Vancouver, Colúmbia Britânica |
| 12 | 8 de Setembro | GP de Laguna Seca | R Laguna Seca Raceway                    | Monterey, Califórnia          |

## Resultados
| #  | Grande Prêmio     | Pole position      | Volta mais rápidas | Vencedores         | Vencedores                   | Info   |
| #  | Grande Prêmio     | Pole position      | Volta mais rápidas | Piloto             | Equipe                       | Info   |
| -- | ----------------- | ------------------ | ------------------ | ------------------ | ---------------------------- | ------ |
| 1  | GP de Homestead   | David Empringham   | Chris Simmons      | David Empringham   | Forsythe Championship Racing | [ 5 ]  |
| 2  | GP de Long Beach  | Gualter Salles     | Hélio Castroneves  | David Empringham   | Forsythe Championship Racing | [ 6 ]  |
| 3  | GP de Nazareth    | Claude Bourbonnais | Chris Simmons      | David DeSilva      | Genoa Racing                 | [ 7 ]  |
| 4  | GP de Michigan    | David Empringham   | Jeff Ward          | David Empringham   | Forsythe Championship Racing | [ 8 ]  |
| 5  | GP de Milwaukee   | Mark Hotchkis      | David Empringham   | Mark Hotchkis      | Leading Edge Motorsport      | [ 9 ]  |
| 6  | GP de Detroit     | David Empringham   | Tony Kanaan        | Tony Kanaan        | Tasman Motorsports           | [ 10 ] |
| 7  | GP de Portland    | Tony Kanaan        | Alex Padilla       | Gualter Salles     | Stewart Racing               | [ 11 ] |
| 8  | GP de Cleveland   | Mark Hotchkis      | Nick Firestone     | Gualter Salles     | Stewart Racing               | [ 12 ] |
| 9  | GP de Toronto     | Jeff Ward          | Claude Bourbonnais | Gualter Salles     | Stewart Racing               | [ 13 ] |
| 10 | GP de Quebec      | Hélio Castroneves  | Hélio Castroneves  | Hélio Castroneves  | Tasman Motorsports           | [ 14 ] |
| 11 | GP de Vancouver   | Jeff Ward          | Tony Kanaan        | Claude Bourbonnais | Forsythe Championship Racing | [ 15 ] |
| 12 | GP de Laguna Seca | Tony Kanaan        | Hélio Castroneves  | Tony Kanaan        | Tasman Motorsports           | [ 16 ] |

## Classificação Final

### Resultado após doze etapas
Para cada corrida os pontos foram premiados: 20 pontos para o vencedor, 16 para o vice-campeão, 14 para o terceiro lugar, 12 para o quarto lugar, 10 para o quinto lugar, 8 para o sexto lugar, 6 sétimo, diminuindo para 1 ponto 12º lugar. Pontos adicionais foram concedidos ao vencedor da pole (1 ponto) e ao piloto que liderou a maioria das voltas (1 ponto).
| Pos | Driver             | STP | PHX | LBH | ALA | IGP | TEX | ROA | IOW | TOR | MDO | POC | GAT | Pts |
| --- | ------------------ | --- | --- | --- | --- | --- | --- | --- | --- | --- | --- | --- | --- | --- |
| 1   | David Empringham   | 1   | 1   | 2   | 1   |     |     |     |     |     |     |     |     | 148 |
| 2   | Tony Kanaan        | 10  | 2   | 12  | RET |     |     |     |     |     |     |     |     | 113 |
| 3   | Gualter Salles     | 6   | 3   | 11  | 6   |     |     |     |     |     |     |     |     | 108 |
| 4   | Claude Bourbonnais |     | 7   | RET | RET |     |     |     |     |     |     |     |     | 104 |
| 5   | Mark Hotchkis      | 3   | 9   | 3   | 2   |     |     |     |     |     |     |     |     | 102 |
| 6   | Alex Padilla       | 17  | 5   | 15  | DNS |     |     |     |     |     |     |     |     | 90  |
| 7   | Hélio Castroneves  | DNS | 4   | RET | 5   |     |     |     |     |     |     |     |     | 84  |
| 8   | David DeSilva      | 4   | 10  | 1   | 7   |     |     |     |     |     |     |     |     | 61  |
| 9   | José Luis Di Palma | 15  | 6   | 6   | 8   |     |     |     |     |     |     |     |     | 56  |
| 10  | Chris Simmons      | 2   | RET | 4   | 12  |     |     |     |     |     |     |     |     | 54  |
| 11  | Jeff Ward          | 5   | 8   | 5   | 3   |     |     |     |     |     |     |     |     | 53  |
| 12  | Greg Ray           | 7   | 11  | RET | 15  |     |     |     |     |     |     |     |     | 48  |
| 13  | Shigeaki Hattori   | 9   |     | 10  | RET |     |     |     |     |     |     |     |     | 42  |
| 14  | Hideki Noda        | 11  | 16  | 7   | 13  |     |     |     |     |     |     |     |     | 34  |
| 15  | Robby Unser        | 13  | 15  | 14  | 4   |     |     |     |     |     |     |     |     | 25  |
| 16  | Bertrand Godin     |     |     |     |     |     |     |     |     |     |     |     |     | 21  |
| 17  | Felipe Giaffone    | 14  | RET | 13  | 10  |     |     |     |     |     |     |     |     | 20  |
| 18  | Nick Firestone     |     |     |     | 11  |     |     |     |     |     |     |     |     | 18  |
| 19  | Jack Miller        | RET |     | 8   |     |     |     |     |     |     |     |     |     | 12  |
| 20  | Jaki Scheckter     |     |     |     | DNS |     |     |     |     |     |     |     |     | 12  |
| 21  | Roque Aranda       |     | RET | 9   | 9   |     |     |     |     |     |     |     |     | 8   |
| 22  | Freddy van Beuren  |     |     |     |     |     |     |     |     |     |     |     |     | 7   |
| 23  | Doug Boyer         | 8   | RET |     | 16  |     |     |     |     |     |     |     |     | 5   |
| 24  | Casey Mears        |     |     |     |     |     |     |     |     |     |     |     |     | 5   |
| 25  | Robbie Buhl        |     |     |     |     |     |     |     |     |     |     |     |     | 2   |
| 26  | Rodolfo Lavín      | 16  |     |     | 14  |     |     |     |     |     |     |     |     | 2   |
| 27  | José Cordova       | 12  | RET |     |     |     |     |     |     |     |     |     |     | 1   |
| 28  | Shan Groff         |     | 12  |     |     |     |     |     |     |     |     |     |     | 1   |
| 29  | Mauricio Slaviero  |     |     |     |     |     |     |     |     |     |     |     |     | 0   |
| 30  | Mattias Andersson  | 20  | 13  |     |     |     |     |     |     |     |     |     |     | 0   |
| 31  | Sohrab Amirsardari |     |     |     |     |     |     |     |     |     |     |     |     | 0   |
| 32  | José Giaffone      | RET |     |     |     |     |     |     |     |     |     |     |     | 0   |
| 33  | Andy Boss          | 19  | 14  |     |     |     |     |     |     |     |     |     |     | 0   |
| 34  | David LaCroix      |     |     |     |     |     |     |     |     |     |     |     |     | 0   |
| 35  | Niclas Jönsson     |     | 17  |     |     |     |     |     |     |     |     |     |     | 0   |
| 36  | Diego Guzman       | 18  |     |     |     |     |     |     |     |     |     |     |     | 0   |
| 37  | Peter Faucetta Jr  |     |     | RET |     |     |     |     |     |     |     |     |     | 0   |
| 38  | Paulo Carcasci     |     | RET |     |     |     |     |     |     |     |     |     |     | 0   |
| 39  | Danny Candia       | RET |     |     |     |     |     |     |     |     |     |     |     | 0   |
| 40  | Bob Reid           |     |     |     |     |     |     |     |     |     |     |     |     | 0   |
| 41  | Harry Puterbaugh   | RET |     | DNS | DNS |     |     |     |     |     |     |     |     | 0   |
| Pos | Driver             | STP | PHX | LBH | ALA | IMS | TEX | ROA | IOW | TOR | MDO | POC | GAT | Pts |

| Pos | Driver             | STP | PHX | LBH | ALA | IGP | TEX | ROA | IOW | TOR | MDO | POC | GAT | Pts |
| --- | ------------------ | --- | --- | --- | --- | --- | --- | --- | --- | --- | --- | --- | --- | --- |
| 1   | David Empringham   | 1   | 1   | 2   | 1   |     |     |     |     |     |     |     |     | 148 |
| 2   | Tony Kanaan        | 10  | 2   | 12  | RET |     |     |     |     |     |     |     |     | 113 |
| 3   | Gualter Salles     | 6   | 3   | 11  | 6   |     |     |     |     |     |     |     |     | 108 |
| 4   | Claude Bourbonnais |     | 7   | RET | RET |     |     |     |     |     |     |     |     | 104 |
| 5   | Mark Hotchkis      | 3   | 9   | 3   | 2   |     |     |     |     |     |     |     |     | 102 |
| 6   | Alex Padilla       | 17  | 5   | 15  | DNS |     |     |     |     |     |     |     |     | 90  |
| 7   | Hélio Castroneves  | DNS | 4   | RET | 5   |     |     |     |     |     |     |     |     | 84  |
| 8   | David DeSilva      | 4   | 10  | 1   | 7   |     |     |     |     |     |     |     |     | 61  |
| 9   | José Luis Di Palma | 15  | 6   | 6   | 8   |     |     |     |     |     |     |     |     | 56  |
| 10  | Chris Simmons      | 2   | RET | 4   | 12  |     |     |     |     |     |     |     |     | 54  |
| 11  | Jeff Ward          | 5   | 8   | 5   | 3   |     |     |     |     |     |     |     |     | 53  |
| 12  | Greg Ray           | 7   | 11  | RET | 15  |     |     |     |     |     |     |     |     | 48  |
| 13  | Shigeaki Hattori   | 9   |     | 10  | RET |     |     |     |     |     |     |     |     | 42  |
| 14  | Hideki Noda        | 11  | 16  | 7   | 13  |     |     |     |     |     |     |     |     | 34  |
| 15  | Robby Unser        | 13  | 15  | 14  | 4   |     |     |     |     |     |     |     |     | 25  |
| 16  | Bertrand Godin     |     |     |     |     |     |     |     |     |     |     |     |     | 21  |
| 17  | Felipe Giaffone    | 14  | RET | 13  | 10  |     |     |     |     |     |     |     |     | 20  |
| 18  | Nick Firestone     |     |     |     | 11  |     |     |     |     |     |     |     |     | 18  |
| 19  | Jack Miller        | RET |     | 8   |     |     |     |     |     |     |     |     |     | 12  |
| 20  | Jaki Scheckter     |     |     |     | DNS |     |     |     |     |     |     |     |     | 12  |
| 21  | Roque Aranda       |     | RET | 9   | 9   |     |     |     |     |     |     |     |     | 8   |
| 22  | Freddy van Beuren  |     |     |     |     |     |     |     |     |     |     |     |     | 7   |
| 23  | Doug Boyer         | 8   | RET |     | 16  |     |     |     |     |     |     |     |     | 5   |
| 24  | Casey Mears        |     |     |     |     |     |     |     |     |     |     |     |     | 5   |
| 25  | Robbie Buhl        |     |     |     |     |     |     |     |     |     |     |     |     | 2   |
| 26  | Rodolfo Lavín      | 16  |     |     | 14  |     |     |     |     |     |     |     |     | 2   |
| 27  | José Cordova       | 12  | RET |     |     |     |     |     |     |     |     |     |     | 1   |
| 28  | Shan Groff         |     | 12  |     |     |     |     |     |     |     |     |     |     | 1   |
| 29  | Mauricio Slaviero  |     |     |     |     |     |     |     |     |     |     |     |     | 0   |
| 30  | Mattias Andersson  | 20  | 13  |     |     |     |     |     |     |     |     |     |     | 0   |
| 31  | Sohrab Amirsardari |     |     |     |     |     |     |     |     |     |     |     |     | 0   |
| 32  | José Giaffone      | RET |     |     |     |     |     |     |     |     |     |     |     | 0   |
| 33  | Andy Boss          | 19  | 14  |     |     |     |     |     |     |     |     |     |     | 0   |
| 34  | David LaCroix      |     |     |     |     |     |     |     |     |     |     |     |     | 0   |
| 35  | Niclas Jönsson     |     | 17  |     |     |     |     |     |     |     |     |     |     | 0   |
| 36  | Diego Guzman       | 18  |     |     |     |     |     |     |     |     |     |     |     | 0   |
| 37  | Peter Faucetta Jr  |     |     | RET |     |     |     |     |     |     |     |     |     | 0   |
| 38  | Paulo Carcasci     |     | RET |     |     |     |     |     |     |     |     |     |     | 0   |
| 39  | Danny Candia       | RET |     |     |     |     |     |     |     |     |     |     |     | 0   |
| 40  | Bob Reid           |     |     |     |     |     |     |     |     |     |     |     |     | 0   |
| 41  | Harry Puterbaugh   | RET |     | DNS | DNS |     |     |     |     |     |     |     |     | 0   |
| Pos | Driver             | STP | PHX | LBH | ALA | IMS | TEX | ROA | IOW | TOR | MDO | POC | GAT | Pts |

| Cor             | Resultado                            |
| --------------- | ------------------------------------ |
| Ouro            | Vencedor                             |
| Prata           | 2º lugar                             |
| Bronze          | 3º lugar                             |
| Verde           | 4º e 5º lugares                      |
| Azul claro      | 6º–10º lugares                       |
| Azul escuro     | Completou a corrida (fora do Top 10) |
| Roxo            | Não completou a corrida              |
| Vermelho        | Não se classificou (NQ)              |
| Marrom          | Retirou-se da corrida (Wth)          |
| Preto           | Desclassificado (DSQ)                |
| Vermelho escuro | Não largou (DNS)                     |
| Vermelho escuro | Abandonou a corrida (C)              |
| Vazio           | Não participou                       |